# 1919年の相撲
1919年の相撲（1919ねんのすもう）は、1919年の相撲関係のできごとについて述べる。
1918年-1919年-1920年

## できごと
- 4月5日、再建中の国技館において鉄柱崩落の事故が発生し死者1名。竣工は予定より遅れた[1]。
- 9月12日に大阪国技館が落成した[2]。
- 慶應義塾大学相撲部創部。
- 立教大学相撲部創部。
- 11月1日[3]、堺市浜寺公園で第1回全国学生相撲大会が開催された。慣例として優勝者には吉田司家から「絹手綱」が贈呈されるようになる。
- 全国中等学校相撲大会（現全国高等学校相撲選手権大会）が初開催。

## 本場所など
- 1月場所（東京相撲）[4]
  - 興行場所:靖国神社
  - 1月12日より晴天10日間興行
  - 119対60で東方勝利。旗手は大ノ里万助。個人優勝は栃木山守也。
- 1月場所（大阪相撲）[1]
  - 興行場所:千日前東
  - 1月13日より晴天10日間興行
- 5月場所（東京相撲）[5]
  - 興行場所:靖国神社
  - 5月10日より晴天10日間興行
  - 95対80で東方勝利。旗手は源氏山大五郎。個人優勝は栃木山守也。
- 5月場所（大阪相撲）[6]
  - 興行場所:千日前東
  - 5月15日より晴天10日間興行
- 9月場所（東京大阪合併相撲）[2]
  - 興行場所:大阪国技館（杮落とし）
  - 9月13日より10日間興行

## その他相撲披露
- 1月26日-27日 - 西ノ海嘉治郎引退披露相撲[1]。

## 誕生
- 1月10日 - 照國萬藏（第38代横綱、所属：伊勢ヶ濱部屋、+ 1977年【昭和52年】）[7]
- 1月10日 - 十勝岩豊（最高位：前頭筆頭、所属：二所ノ関部屋→二子山部屋→二所ノ関部屋、+ 1979年【昭和54年】）[8]
- 2月1日 - 和歌ノ海忠次郎（最高位：十両6枚目、所属：出羽海部屋、+ 没年不明）
- 2月18日 - 広瀬川惣吉（最高位：前頭3枚目、所属：伊勢ヶ濱部屋→荒磯部屋、+ 1979年【昭和54年】）[9]
- 2月22日 - 高津山芳信（最高位：関脇、所属：朝日山部屋、+ 1963年【昭和38年】）[10]
- 3月10日 - 三濱洋俊明（最高位：前頭20枚目、所属：高砂部屋、+ 1978年【昭和53年】）[11]
- 4月15日 - 24代式守伊之助（元・立行司、所属：朝日山部屋、+ 2013年【平成25年】）[12]
- 5月17日 - 前ノ山政三（最高位：前頭13枚目、所属：高砂部屋）[13]
- 5月20日 - 大岩山大五郎（最高位：前頭9枚目、所属：立浪部屋、+ 1980年【昭和55年】）[13]
- 5月20日 - 大蛇潟金作（最高位：前頭筆頭、所属：錦島部屋、+ 1986年【昭和61年】）[14]
- 8月5日 - 緑國政雄（最高位：前頭9枚目、所属：立浪部屋、+ 1981年【昭和56年】）[15]
- 8月8日 - 信濃川藤四郎（最高位：十両14枚目、所属：鏡山部屋→伊勢ヶ濱部屋、+ 1995年【平成7年】）
- 9月12日 - 越後山重正（最高位：十両4枚目、所属：高砂部屋、+ 1993年【平成5年】）
- 11月3日 - 増位山大志郎（最高位：大関、所属：三保ヶ関部屋→出羽海部屋、+ 1985年【昭和60年】）[16]
- 11月4日 - 備州山大八郎（最高位：関脇、所属：伊勢ヶ濱部屋→荒磯部屋、+ 1962年【昭和37年】）[16]
- 11月27日 - 陸奥ノ花亮一（最高位：十両13枚目格、所属：湊川部屋、+ 没年不明）
- 12月23日 - 豊嶌雅男（最高位：関脇、所属：出羽海部屋、+ 1945年【昭和20年】）[17]

## 死去
- 8月3日 - 源氏山頼五郎（最高位：関脇、所属：高砂部屋、* 1864年【元治元年】）
- 12月30日 - 雲竜辰五郎（最高位：前頭7枚目、所属：追手風部屋→高砂部屋→追手風部屋、年寄：千賀ノ浦、* 1880年【明治13年】）[18]